# José Manuel Marín
José Manuel Marín Rodríguez  (Adra, Almería, 19 de julio de 1971) es un arquero español. Representó a España en los Juegos Paralímpicos de Vérano de 2004, Juegos Paralímpicos de Vérano de 2008 y Juegos Paralímpicos de Vérano de 2012. También ha competido en varios campeonatos del mundo.

## Biografía
Marín nació el 19 de julio de 1971 en Adra, Almería. Es un jugador parapléjico. En 2012 residió en Roquetas de Mar, Almería. 

## Carrera
Marín es un arquero aficionado clasificado ARW2
que ha utilizado gran parte de su propio dinero para financiar su afición en el deporte.
En 2001, Marín terminó quinto en la prueba de arco recurvo masculino en el Campeonato de Europa en Vichy, en el sur de Francia. Madrid fue sede del Campeonato Mundial IPC de 2003, donde Marín terminó decimosexto en la prueba individual W2 y séptimo en la prueba recurvo por equipos. Se llevó a casa una medalla de oro en el Campeonato de Europa de 2006 celebrado en República Checa. Marin ganó su siguiente medalla de oro, nuevamente en Nymburk, cuando era miembro del equipo ganador en la prueba recurva del Campeonato Mundial CTO de 2009.
Marín terminó cuarto en el recurvo masculino en silla de ruedas en el campeonato nacional de España adaptado bajo techo en 2010. Perdió ante Manuel Candela en el partido por la medalla de bronce.  En agosto de 2010, participó en el campeonato europeo de tiro con arco adaptativo organizado en Vichy. Terminó noveno.  Vitoria, España, fue sede del campeonato nacional de España de tiro con arco adaptado en pista cubierta en febrero de 2011, donde Marín ganó la prueba recurvo masculina.   En abril de 2011 participó en una competición española de tiro con arco adaptativo, ganando un partido preliminar por 5 finales a 3. Pasó a la final por el primer puesto, derrotando al jugador Antonio Sánchez en un empate de desempate tras un empate de 5 a 8, Ibiza acogió el campeonato de España de adaptación de junio de 2011, donde Marín obtuvo una medalla de oro en su prueba tras derrotar a Sergio Llamas en una final cara a cara.  El Campeonato Mundial se celebró en julio de 2011.
La competición de clasificación para el campeonato mundial de Londres se celebró en agosto de 2011 en Stoke Mandeville. Marín intentó ganarse una plaza para que España compitiera en alguna de las veinte categorías. Debido al mal desempeño de los arqueros españoles en los campeonatos del mundo anteriores, la Federación Española de Deportes para Personas con Discapacidad Física no proporcionó financiación para que Marín u otros arqueros españoles compitieran en este evento.  El Club Arquero Chiclana organizó el campeonato nacional de España de 2012 en junio de 2012. Marin terminó primero allí en el evento recurvo permanente W2.  Tras la fusión de las federaciones españolas de tiro con arco para arqueros con y sin discapacidad, en febrero de 2013 se celebró un campeonato nacional combinado. Marín fue uno de los diez arqueros con discapacidad que participaron. Obtuvo una puntuación de 531 puntos en el arco recurvo individual, dos puntos mejor que el arquero español Manuel Candela, clasificado W2. 

### Juegos Paralímpicos
Marin compitió en tiro con arco en los Juegos Paralímpicos de Vérano de 2004, los Juegos Paralímpicos de Vérano de 2008 y los Juegos Paralímpicos de Vérano de 2012 en Londres.
En los octavos de final de la prueba por equipos masculina de los Juegos de Atenas, el equipo de Marín perdió ante Eslovenia y quedó eliminado. Su equipo tuvo un descanso en la primera ronda de los octavos de final de la prueba por equipos masculina en los Juegos de Beijing y terminó octavo en la general. En el evento recurvo W2 individual masculino.
A pesar de participar en una prueba del IPC que clasificó a España para los Juegos Paralímpicos de Vérano de 2012 en el evento de Stoke Mandeville, Marín tuvo que luchar por clasificarse como representante de la selección española para Londres. Fue entrenado por Irene Cuesta para los Juegos de Londres. Estaba nervioso en esta competencia. Participó en el evento recurvo W1-W2, llegando a 1/8 de final.  Se enfrentó cara a cara al arquero estadounidense Russell Wolfe en los Juegos de Londres.  